# Earias hemixantha
Earias hemixantha är en fjärilsart som beskrevs av Joannis 1908. Earias hemixantha ingår i släktet Earias och familjen trågspinnare. Inga underarter finns listade i Catalogue of Life.